# 남기업
남기업(南基業,  1970년 2월 25일~)은 대한민국의 사회개혁가, 주거 및 부동산 전문가이다. 토지+자유연구소의 소장으로 재직하고 있으며 <수원오산화성촛불행동>의 공동대표를 맡고 있고, 2022년 대선 이재명 후보 부동산개혁위원회 부위원장으로 부동산 정책 생산에 참여하기도 했다. 대표 저서로는 <아파트 민주주의 : 슬기로운 아파트 회장 분투기>, <불로소득 환수형 부동산 체제론: 부동산 공화국 탈출하기>, <땅에서 온 기본소득 – 토지배당> 등이 있다.
대한민국 제22대 국회의원 선거 조국혁신당 후보 목록에 남성 예비명단 마지막 순번에 포함되었으나, 다른 남녀 예비명단 5명들과 달리 비례대표에 최종 입후보하지 않았다. 

## 약력
- 유신고등학교 졸업 (1988.2)
- 성균관대학교 기계공학과·정치외교학과 졸업 (1988.3~1997.2)
- 성균관대학교 정치학 석박사과정 졸업 (1998.3~2005.2)
- 토지정의시민연대 사무처장 (2005-2006)
- 아세아연합신학대학교 강사 (2005~2006)
- 성균관대·서울교대 강사 (2005~2019.8)
- 웨스트민스터신학대학원대학교 교수 (2008.3~2016.2)
- <희년함께> 공동대표 (2010~2022)
- <토지+자유연구소> 소장 (2009~현재)
- 구운삼환아파트 입주자대표회의 회장 (2015.10.~2019.9.)
- 2022년 대선 이재명 후보 부동산개혁위원회 부위원장 (2021.10~2022.3)
- <수원오산화성촛불행동> 공동대표 (2022.12.~현재)
- <416연대> 운영위원 (2020~현재)

## 생애

### 주거권과 토지공개념 실현을 위한 연구자 및 운동가 활동
성균관대학교 학부에서 기계공학을 공부하던중 사회개혁에 관심이 커져 정치학으로 전과하였다. 토지공개념의 원류(源流)인 헨리 조지 사상으로 박사학위를 마치고 2005년 2월에 출범한 시민단체 <토지정의시민연대>에서 초대 사무처장을 맡았고 그해 연말에 강화된 종합부동산세 입법화와 참여정부 기간 동안 보유세 강화와 부동산개혁에 관한 여러 정책 대안을 제시해왔다. 
그러던 중 더 깊은 넓은 이론 및 정책 연구가 필요하다는 공감대가 형성되어, 당시 대구가톨릭대 전강수 교수, 경북대 경제학과 이정우 교수와 행정학과 김윤상 교수 등과 함께 2007년 11월에 <토지+자유연구소>를 설립하였고, 여기에서 전임연구위원으로 시작하여 2009년 하반기부터 현재까지 소장 역할을 맡고 있고, 연구소는 현재 3명의 상근 연구위원이 활동하고 있다. 
연구 활동을 통해 대안 국가 모델인 『공정국가: 대한민국의 새로운 국가모델』(2010)을 제시하였고, 부동산개혁에 관해서 『부동산 신화는 없다: 투기 잡는 세금 종합부동산세』(공저, 2008), 『토지정의, 대한민국을 살린다』(공저, 2012), 『헨리 조지와 지대개혁』(공저, 2018),『불로소득 환수형 부동산체제론 : 부동산 공화국 탈출하기』(2021) 등을 출간하였다. 
2017년 초에는“기본소득형 국토보유세”설계에 참여했다. 이 정책 대안은 2022년 당시 민주당 대통령 후보였던 이재명 후보의 공약으로 발표되었고, 최근에는 이것을 보완하고 완성도를 끌어 올려 『땅에서 온 기본소득, 토지배당』(2023, 공저)을 발간하였다.
2000년대 중반부터 토지공개념을 헌법에 명기(明記)하는 개헌이 필요하다는 주장과 함께 이와 관련된 연구도 수행해왔다.
2022년 6월부터는 부동산개혁 관련 전문가 10여 명이 참여하는 <부동산대전환포럼>을 조직하여 매달 연구 발표와 토론을 하면서 한국 사회에 적용할 수 있는 주거 및 부동산 정책을 탐구해나가고 있다.

### 아파트 민주주의 활동
본인이 거주하는 수원에 위치한 1680세대의 아파트에서 4년간(2015.10~2019.9) 입주자대표회장을 하면서 생활 적폐를 청산하고 민주적 질서를 구축하는 역할을 감당했다. 2015년 9월 같은 아파트에 사는 지인의 "당신은 입만 열면 정의를 말하면서 왜 마을 일에는 관심이 없냐?"는 충고에 동대표 선거와 회장 선거에 나가 당선되었으나 그 후 2년 동안 많은 말할 수 없는 고통을 겪었다. 동대표들 80% 이상이 관리소장과 한편이 되어 매달 1~2회 열리는 회의 때마다 욕설과 위협을 가했으며, 회장 남기업을 대상으로 불법 해임투표 3번과 10번이 넘는 고소를 하기도 했다.
이에 자신을 지지하는 주민들을 조직하여 주민 1/3이상의 서명을 받아 수원시에 감사청구를 했고, 그것을 통해 그들의 비리들을 밝혀내고 법적 책임을 지도록 만들었다. 두 번째 회장 임기 때에는 아파트를 개혁하기 위한 다양한 시도를 했다. 아파트 운영에 투명성을 높이고, 전국 아파트 최초로 ‘마을학교’를 개최했으며, 젊은 주부들이 참여하는 위원회를 조직해서 아파트 내 놀이터를 개선했고, 중고등학생들과 함께 정원에 꽃을 심고 물을 주는 활동도 전개했다. 이런 내용은 『아파트 민주주의 : 슬기로운 아파트 회장 분투기』(2020)에 담겨 있다.

### 사회적 고통에 응답하기 위한 시민 활동
2014년 4월 16일 세월호 참사가 발생한 지 3개월이 지난 8월부터 유가족에 대한 유언비어에 대응하고 시민들에게 현실을 제대로 전달하기 위해 출근할 때마다, 외출할 때마다 직접 만든 몸 피켓을 약 2년 9개년여간 걸고 다녔다. 2015년 1월부터는 출석하는 교회의 교인들과 함께 매주 일요일, 2022년 4월부터는 1달에 1회 세월호 피켓을 들었고, 2022년 11월부터는 이태원 참사 피켓도 함께 들고 있다. 세월호 참사와 이태원 참사의 유가족을 초청하여 간담회를 열기도 하였다. 
윤석열 정부 출범 이후 2022년 11월 이태원 참사 이후부터는 거의 매주 토요일 촛불집회에 빠지지 않고 참석하고 있고, <수원오산화성촛불행동> 공동대표로 참여하고 있다.

## 주요 저ㆍ역서
- 『땅에서 온 기본소득, 토지배당』(2023, 이상북스, 공저)
- 『불로소득 환수형 부동산 체제론: 부동산 공화국 탈출하기』(2021, 개마고원)
- 『아파트 민주주의 : 슬기로운 아파트 회장 분투기』(2020, 이상북스)
- 『희년』(2019, 홍성사, 공저)
- 『헨리 조지와 지대개혁』(2018, 경북대출판부, 공저)
- 『패키지형 세제개혁: 증세와 감세를 넘어서』. (2013, 이담북스)
- 『토지정의, 대한민국을 살린다』(2012, 평사리, 공저)
- 『공정국가 : 대한민국의 새로운 국가모델』(2010, 개마고원)
- 『부동산 권력 : 투기와 거품 붕괴의 경제학』(2009, 범우사, 공역)
- 『부동산 신화는 없다: 투기 잡는 세금 종합부동산세』(2008, 후마니타스, 공저)
- 『토지공사의 문제와 개혁』. (2008, 한국학술정보. 공저)

## 주요 연구논문
- “롤스의 정의론을 통한 지대기본소득 정당화 연구.”. 2014. <공간과사회>. Vol. 47.
- “진보와 보수의 입장에서 본 ‘공정한 토지제도’ 연구”. 2011. <공간과사회>. Vol. 37.
- “토지가치공유'의 관점에서 본 자유지상주의의 새로운 가능성”. 2007. <대한정치학회보>. Vol. 14. No. 3.